# Tatsuya Tanaka
Tatsuya Tanaka (田中達也, Shunan, 27 de Novembro de 1982) é um futebolista japonês que joga de atacante e atua no Albirex Niigata.

## Carreira
Ele participou com a Seleção Japonesa de Futebol nos Jogos Olímpicos de Verão de 2004.

## Títulos

### Clubes
Urawa Red Diamonds
- J. League (1): 2006
- Copa do Imperador (2): 2005, 2006
- Copa da J. League(1): 2003
- Liga dos Campeões da AFC (1): 2007
- Super Copa do Japão (1): 2006

Individual
- Copa da J. League MVP (1): 2003
- Copa da J. League Prêmio Novo Herói (1): 2003